# Jacksonia eremodendron
Jacksonia eremodendron är en ärtväxtart som beskrevs av Ernst Georg Pritzel. Jacksonia eremodendron ingår i släktet Jacksonia och familjen ärtväxter. Inga underarter finns listade i Catalogue of Life.